# Døde i 2009
Døde i 2009  er en liste over notable personer, der er afgået ved døden i 2009 . 

## Januar
| - Gert Petersen - Ingemar Johansson |

- 1. januar – Gert Petersen, dansk journalist og politiker (født 1927).
- 1. januar – Helen Suzman, sydafrikansk anti-apartheid aktivist (født 1917).
- 1. januar – Claiborne Pell, amerikansk politiker (født 1918).
- 1. januar – Johannes Mario Simmel, østrigsk forfatter (født 1924).
- 2. januar – Inger Christensen, dansk digter og forfatter (født 1935).
- 4. januar – Gert Jonke, østrigsk forfatter (født 1946).
- 4. januar – Lei Clijsters, belgisk fodboldspiller (født 1956).
- 5. januar – Griffin B. Bell, amerikansk politiker (født 1918).
- 5. januar – Adolf Merckle, tysk forretningsmand (født 1934).
- 6. januar – Ron Asheton, amerikansk guitarist (født 1948) – fundet død denne dag.
- 9. januar – Dave Dee, engelsk sanger (født 1941).
- 12. januar – Arne Næss, norsk filosof (født 1912).
- 12. januar – Claude Berri, fransk filminstruktør (født 1934).
- 16. januar – Børge Rambøll, dansk ingeniør, grundlægger og professor (født 1911).
- 17. januar – Trine Michelsen, dansk fotomodel (født 1966).
- 21. januar – Finn Kobberø, dansk badmintonspiller (født 1936).
- 22. januar – Jørgen Grunnet, dansk chefredaktør (født 1938).
- 23. januar – Christine von Kohl, dansk journalist (født 1923).
- 24. januar – Palle Jacobsen, dansk balletdanser (født 1940).
- 25. januar – Kim Manners, amerikansk instruktør og producent (født 1951).
- 27. januar – John Updike, amerikansk forfatter og digter (født 1932).
- 27. januar – Harald Jørgensen, dansk historiker landsarkivar (født 1907).
- 27. januar – Ramaswamy Venkataraman, indisk præsident (født 1910).
- 28. januar – Ib Bjørn Poulsen, dansk politiker (født 1940).
- 30. januar – Ingemar Johansson, svensk bokser (født 1932).
- 30. januar – Hans Beck, tysk legetøjsopfinder (født 1929).

## Februar
| - James Whitmore - Kamila Skolimowska |

- 1. februar – Jørgen Møller Larsen, dansk bokser (født 1956).
- 4. februar – Christophe Dupouey, fransk cykelrytter (født 1968) – selvmord.
- 6. februar – James Whitmore, amerikansk skuespiller (født 1921).
- 6. februar – Sven Fugl, dansk radiodirektør (født 1924).
- 8. februar – Marian Cozma, rumænsk håndboldspiller (født 1982) – knivdræbt.
- 12. februar – Lis Hartel, dansk dressurrytter og OL-sølvmedaljevinder (født 1921).
- 13. februar – Jörgen Petersen, finsk-dansk musiker (født 1931).
- 14. februar – Louis Bellson, amerikansk jazztrommeslager (født 1924).
- 15. februar – Lars Okholm, dansk ernæringsekspert (født 1917).
- 18. februar – Kamila Skolimowska, polsk hammerkaster (født 1982).
- 22. februar – Erik Haunstrup Clemmensen, dansk direktør og politiker (født 1920).
- 23. februar – Sverre Fehn, norsk arkitekt (født 1924).
- 27. februar – Manea Mănescu, rumænsk premierminister (født 1916).
- 28. februar – Peter Rindal, dansk lagerforvalter og ophavsmand til begrebet rindalisme (født 1923).

## Marts
| - João Bernardo Vieira - Natasha Richardson - Maurice Jarre |

- 2. marts – João Bernardo Vieira, præsident i Guinea-Bissau (født 1939) – myrdet.
- 2. marts – Ernst Benda, tysk politiker og jurist (født 1925).
- 3. marts – Flemming Flindt, dansk balletdanser og koreograf (født 1936).
- 9. marts – Anne Just, dansk multikunstner (født 1948).
- 18. marts – Natasha Richardson, engelsk skuespillerinde (født 1963).
- 21. marts – Eugen Tajmer, dansk sanger og manager (født 1929).
- 22. marts – Jade Goody, engelsk realitystjerne (født 1981).
- 24. marts – Ebbe Lundgaard, dansk kulturminister (født 1944).
- 26. marts – Cibrino, dansk rottekonge (født 1920).
- 28. marts – Janet Jagan, guyanesisk præsident (født 1920).
- 28. marts – Maurice Jarre, fransk komponist (født 1924).
- 31. marts – Raúl Ricardo Alfonsín, argentinsk præsident (født 1927).

## April
| - Marilyn Chambers |

- 4. april – Perry Knudsen, dansk trompetist (født 1931).
- 8. april – Wolle Kirk, dansk afrikafarer (født 1937).
- 11. april – Gerda Gilboe, dansk skuespillerinde og sangerinde (født 1914).
- 12. april – Marilyn Chambers, amerikansk pornoskuespiller (født 1952).
- 17. april – Ole Juul, dansk journalist og forfatter (født 1918).
- 19. april – J.G. Ballard, britisk forfatter (født 1930).
- 24. april – Morten Jersild, dansk reklamemand (født 1936).
- 25. april – Anders Ølgaard, dansk økonom (født 1926).
- 25. april – Beatrice Arthur, amerikansk komiker og skuespillerinde (født 1922).
- 30. april – Elna Brodthagen, dansk skuespillerinde (født 1909).

## Maj
| - Roh Moo-hyun - Millvina Dean |

- 2. maj – Marilyn French, amerikansk forfatter (født 1929).
- 2. maj – Janus Kamban, færøsk billedhugger og grafiker (født 1913).
- 4. maj – Dom DeLuise, amerikansk skuespiller (født 1933).
- 4. maj – Fritz Muliar, østrigsk skuespiller (født 1919).
- 12. maj – Thomas Nordseth-Tiller, norsk manuskriptforfatter (født 1980).
- 13. maj – Ib Boye, dansk journalist og tekstforfatter (født 1935).
- 18. maj – Velupillai Prabhakaran, srilankansk oprørsleder (født 1954).
- 20. maj – Lucy Gordon, britisk skuespillerinde (født 1980).
- 21. maj – Nelly Jane Benneweis, dansk sprechstallmeister (født 1934).
- 23. maj – Roh Moo-hyun, sydkoreansk politiker og tidligere præsident (født 1946) – selvmord.
- 31. maj – Millvina Dean, sidste overlevende fra RMS Titanics forlis (født 1912).

## Juni
| - Farrah Fawcett - Michael Jackson |

- 2. juni – David Eddings, amerikansk forfatter (født 1931).
- 3. juni – David Carradine, amerikansk skuespiller (født 1936).
- 3. juni – Koko Taylor, amerikansk bluessanger (født 1928).
- 6. juni – Jean Dausset, fransk immunolog, Nobelprisen i medicin i 1980 (født 1916).
- 7. juni – Hugh Hopper, engelsk bassist og komponist (født 1945).
- 8. juni – Omar Bongo, gabonesisk præsident (født 1935).
- 8. juni – Aage Rou Jensen, dansk fodboldspiller (født 1924).
- 9. juni – Jens Peter Fisker, dansk politiker og amtsborgmester (født 1930).
- 10. juni – Helle Virkner, dansk skuespillerinde (født 1925).
- 11. juni – Nils Koppel, dansk arkitekt (født 1914).
- 12. juni – Félix Malloum, tchadisk politiker og tidligere præsident (født 1932).
- 23. juni – Ed McMahon, amerikansk komiker, speaker og TV personalitet (født 1923).
- 24. juni – Karin-Lis Svarre, dansk journalist (født 1946).
- 25. juni – Farrah Fawcett, amerikansk skuespillerinde (født 1947).
- 25. juni – Michael Jackson, amerikansk musiker, entertainer og popikon (født 1958).

## Juli
| - Karl Malden - Robert McNamara - Walter Cronkite - Karen Margrethe Harup |

- 1. juli – Karl Malden, amerikansk skuespiller (født 1912).
- 4. juli – Allen Klein, amerikansk forretningsmand (født 1931).
- 4. juli – Steve McNair, amerikansk quarterback (født 1974) – skuddræbt.
- 6. juli – Robert McNamara, amerikansk forsvarsminister (født 1916).
- 6. juli – Mathieu Montcourt, fransk tennisspiller (født 1985).
- 8. juli – Waldo McBurney, amerikansk biavler og ældste arbejdende mand i USA (født 1902).
- 13. juli – Jette Fuglsang, dansk cykelrytter (født 1978). – cykelstyrt
- 13. juli – Grete Stenbæk Jensen, dansk forfatter (født 1925)
- 17. juli – Walter Cronkite, amerikansk tv-journalist (født 1916).
- 18. juli – Henry Allingham, engelsk veteran fra første verdenskrig (født 1896).
- 19. juli – Karen Margrethe Harup, dansk svømmer (født 1924).
- 19. juli – Frank McCourt, irsk-amerikansk forfatter (født 1930).
- 23. juli – Virginia Carroll, amerikansk model og skuespiller (født 1913).
- 31. juli – Bobby Robson, engelsk fodboldmanager (født 1933).
- 31. juli – Ernst Klæbel, dansk erhvervsmand (født 1917).

## August
| - Corazon Aquino - Svend Auken - Kim Dae-jung - Edward Kennedy - Sergej Mikhalkov |

- 1. august – Corazon Aquino, filippinsk præsident (født 1933).
- 4. august – Svend Auken, dansk politiker og minister (født 1943).
- 5. august – Budd Schulberg, amerikansk manuskriptforfatter (født 1914).
- 6. august – John Hughes, amerikansk filminstruktør (født 1950).
- 7. august – Poul Andreassen, dansk direktør og partiformand (født 1928).
- 7. august – Mike Seeger, amerikansk folkemusiker.(født 1933).
- 8. august – Daniel Jarque, spansk fodboldspiller (født 1983).
- 11. august – Eunice Kennedy Shriver, amerikansk initiativtager til OL for psykisk handikappede (født 1921).
- 13. august – Les Paul, amerikansk guitarist og opfinder (født 1915).
- 18. august – Kim Dae-jung, sydkoreansk præsident (født 1925).
- 18. august – Hildegard Behrens, tysk operasanger (født 1937).
- 19. august – Don Hewitt, amerikansk journalist og tv-producer (født 1922).
- 21. august − Ulla Hodell, svensk skuespillerinde (født 1925).
- 23. august – Alexander Bozhkov, bulgarsk minister (født 1951).
- 25. august – Edward Kennedy, amerikansk senator fra Massachusetts (født 1932).
- 26. august – Ellie Greenwich, amerikansk sangskriver (født 1940).
- 26. august – Jørgen Jacobsen, dansk fodboldspiller (født 1933).
- 27. august – Sergej Mikhalkov, russisk forfatter (født 1913).

## September
| - Aage Bohr - Patrick Swayze |

- 1. september – Francis Rogallo, amerikansk aeronautisk ingeniør (født 1912).
- 8. september – Aage Bohr, dansk fysiker (født 1922).
- 11. september – Gertrude Baines, verdens ældste person (født 1894).
- 12. september – Norman Borlaug, modtager af Nobels Fredspris (født 1914).
- 14. september – Patrick Swayze, amerikansk sanger og skuespiller (født 1952).
- 16. september – Mary Travers, amerikansk sanger (Peter, Paul and Mary) (født 1936).
- 19. september – Willy Breinholst, dansk forfatter og humorist (født 1918).
- 22. september – Hugo Herrestrup, dansk skuespiller (født 1933).
- 25. september – Alicia de Larrocha, spansk pianist (født 1923).
- 29. september – Pavel Popovitj, russisk kosmonaut (født 1930).

## Oktober
| - Al Martino - Claude Lévi-Strauss |

- 2. oktober – Marek Edelman, polsk politiker, samfundsaktivist og kardiolog (født 1919?).
- 4. oktober – Shōichi Nakagawa, japansk finansminister (født 1953).
- 4. oktober – Mercedes Sosa, argentinsk sangerinde (født 1935).
- 7. oktober – Irving Penn, amerikansk fotograf (født 1917).
- 7. oktober – Poul Anker Bech, dansk billedkunstner (født 1942).
- 10. oktober – Stephen Gately, irsk sanger (født 1976).
- 12. oktober – Frank Vandenbroucke, belgisk cykelrytter (født 1974).
- 13. oktober – Al Martino, amerikansk sanger og skuespiller (født 1927).
- 19. oktober – Joseph Wiseman, canadisk skuespiller (født 1918).
- 20. oktober – Clifford Hansen, amerikansk guvernør (født 1912).
- 21. oktober – Youko Minamida, japansk skuespiller (født 1933).
- 22. oktober – Anders Brill, dansk trommeslager og journalist (født 1947).
- 29. oktober – Bei Shizhang, kinesisk biolog og underviser (født 1903).
- 30. oktober – Claude Lévi-Strauss, fransk antropolog (født 1908).
- 31. oktober – Qian Xuesen, kinesisk videnskabsmand (født 1911).

## November
| - Robert Enke |

- 1. november – Achim Stocker, tysk fodboldformand (født 1935).
- 3. november – Francisco Ayala, spansk forfatter (født 1906).
- 8. november – Vitalij Ginzburg, russisk fysiker og Nobelprismodtager (født 1916).
- 10. november – Robert Enke, tysk fodboldmålmand (født 1977).
- 13. november – Erik Stinus, dansk digter (født 1934).
- 15. november – Pierre Harmel, belgisk politiker (født 1911).
- 15. november – Jesper Jensen, dansk forfatter (født 1931).
- 18. november – Jeanne-Claude, fransk-amerikansk kunstner (født 1935).
- 20. november – Elisabeth Söderström, svensk operasanger (født 1927).
- 20. november – Lino Lacedelli, italiensk bjergbestiger (født 1925).
- 22. november – Juan Carlos Muñoz, argentinsk fodboldspiller (født 1919).
- 22. november – Konstantin Feoktistov, russisk kosmonaut (født 1926).
- 23. november – Martin Lindblom, bz'er, aktivist og redaktør. (født 1966).
- 26. november – Lis Løwert, dansk skuespillerinde (født 1919).

## December
| - Jennifer Jones - Brittany Murphy |

- 3. december – Richard Todd, irsk-engelsk skuespiller (født 1919).
- 5. december – Alfred Hrdlicka, østrigsk billedhugger (født 1928).
- 5. december – Otto Graf Lambsdorff, tysk politiker (født 1926).
- 13. december – Paul Samuelson, amerikansk økonom (født 1915).
- 16. december – Jegor Gajdar, russisk politiker (født 1956).
- 16. december – Roy E. Disney, amerikansk erhvervsleder (født 1930).
- 17. december – Jennifer Jones, amerikansk skuespillerinde (født 1919).
- 18. december – Mike Simpson, amerikansk forretningsmand og politiker, (født 1962).
- 19. december – Kim Peek, amerikansk autist og inspirationen til filmen Rain Man (født 1951).
- 20. december – Brittany Murphy, amerikansk skuespillerinde (født 1977).
- 21. december – Edwin G. Krebs, amerikansk biokemiker og Nobelprismodtager (født 1918).
- 24. december – Rafael Caldera, venezuelansk politiker og præsident (født 1916).
- 24. december – Marcus Bakker, hollandsk politiker (født 1923).
- 25. december – Knut Haugland, norsk modstandsmand (født 1917).
- 25. december – Vic Chesnutt, amerikansk sanger og sangskriver (født 1964).
- 30. december – Abdurrahman Wahid, indonesisk politiker (født 1940).